# Siikajärvi (sjö i Lieksa, Norra Karelen, 63,16 N, 30,22 Ö)
Siikajärvi är en sjö i kommunen Lieksa i landskapet Norra Karelen i Finland. Den är 3,4 meter djup. Arean är 46 hektar och strandlinjen är 5,39 kilometer lång. Sjön  ingår i Vuoksens huvudavrinningsområde.   Den ligger omkring 65 kilometer norr om Joensuu och omkring 430 kilometer nordöst om Helsingfors. 